# Miss Potter
Miss Potter är en brittisk långfilm från 2006 i regi av Chris Noonan, med Renée Zellweger, Ewan McGregor, Emily Watson och Barbara Flynn i rollerna. Zellwegger nominerades för en Golden Globe för Bästa kvinnliga skådespelare i en komedi eller musikal.

## Handling
Filmen är en modifierad biografi över barnboksförfattaren Beatrix Potter (spelad av Renée Zellweger). Historier från hennes liv och påhittade händelser blandas med animerade sekvenser med karaktärer från hennes böcker, såsom Pelle Kanin.

## Rollista
| Renée Zellweger   | – Beatrix Potter |
| Ewan McGregor     | – Norman Warne   |
| Emily Watson      | – Millie Warne   |
| Barbara Flynn     | – Helen Potter   |
| Bill Paterson     | – Rupert Potter  |
| Matyelok Gibbs    | – Miss Wiggin    |
| Lloyd Owen        | – William Heelis |
| Anton Lesser      | – Harold Warne   |
| David Bamber      | – Fruing Warne   |
| Phyllida Law      | – Mrs. Warne     |
| Patricia Kerrigan | – Fiona          |